# ميوة رود
ميوة رود هي قرية في مقاطعة ورزقان، إيران. يقدر عدد سكانها بـ 259 نسمة بحسب إحصاء 2016.